# Nina Vuković
Nina Vuković (* 3. Juni 2002) ist eine kroatische Leichtathletin, die im Mittelstreckenlauf antritt und sich auf den 800-Meter-Lauf spezialisiert hat.

## Sportliche Laufbahn
Erste internationale Erfahrungen sammelte Nina Vuković im Jahr 2019, als sie bei den U18-Balkan-Meisterschaften in Istanbul in 10:56,87 min den vierten Platz im 3000-Meter-Lauf belegte. 2021 gelangte sie bei den U20-Balkan-Meisterschaften ebendort in 2:15,03 min den zehnten Platz über 800 Meter und siegte in 3:41,55 min mit der kroatischen 4-mal-400-Meter-Staffel. Im Jahr darauf belegte sie bei den Balkan-Meisterschaften in Craiova in 2:06,87 min den achten Platz über 800 Meter und gewann mit der Staffel in 3:39,83 min die Silbermedaille hinter dem griechischen Team. Im September gewann sie dann bei den U23-Mittelmeer-Meisterschaften in Pescara in 2:08,46 min die Silbermedaille hinter der Italienerin Eloisa Coiro. 2023 siegte sie in 2:09,09 min bei den U23-Mittelmeer-Hallenmeisterschaften in Valencia. Im Juni entschied sie in der 2. Liga der Team-Europameisterschaft, die im Zuge der Europaspiele in Chorzów stattfand, in 2:05,53 min den B-Lauf über 800 Meter für sich und belegte in der Mixed-Staffel in 3:20,24 min den sechsten Platz. Anschließend belegte sie bei den U23-Europameisterschaften in Espoo in  2:04,60 min den fünften Platz über 800 Meter und verpasste mit der Frauenstaffel mit 3:39,40 min den Finaleinzug. Kurz darauf gewann sie bei den Balkan-Meisterschaften in Kraljevo in 2:02,62 min die Silbermedaille hinter der Ukrainerin Olha Ljachowa und sicherte sich im Staffelbewerb in 3:40,19 min die Bronzemedaille hinter den Teams aus der Ukraine und Griechenland. Im Jahr darauf siegte sie in 2:01,75 min bei den Balkan-Hallenmeisterschaften in Istanbul und Ende Mai gewann sie bei den Balkan-Meisterschaften in Izmir in 2:01,72 min die Bronzemedaille hinter der Ukrainerin Olha Ljachowa und Dilek Koçak aus der Türkei. Kurz darauf kam sie bei den Europameisterschaften in Rom mit 2:02,74 min nicht über den Vorlauf hinaus.
2025 gewann sie bei den Balkan-Hallenmeisterschaften in Belgrad in 2:02,44 min die Silbermedaille über 800 Meter hinter der Österreicherin Caroline Bredlinger und sicherte sich mit der 4-mal-400-Meter-Staffel in 3:40,78 min die Silbermedaille hinter dem slowenischen Team. Anschließend schied sie bei den Halleneuropameisterschaften in Apeldoorn mit 2:05,94 min im Vorlauf über 800 Meter aus. Ende Juni wurde sie bei der 2. Liga der Team-Europameisterschaft in Maribor in 2:06,11 min Sechste im B-Lauf über 800 Meter. Anschließend gewann sie bei den Balkan-Meisterschaften in Volos in 2:02,53 min die Bronzemedaille über 800 Meter hinter der Türkin Dilek Koçak und Georgia-Maria Despollari aus Griechenland.
In den Jahren von 2022 bis 2025 wurde Vuković kroatische Meisterin im 800-Meter-Lauf im Freien sowie 2023 in der Halle. 2025 wurde sie Landesmeisterin in der 4-mal-400-Meter-Staffel. Zudem wurde sie 2023 Hallenmeisterin in der 4-mal-400-Meter-Staffel und 2024 über 400 Meter.

## Persönliche Bestleistung
- 400 Meter: 53,52 s, 2. Juli 2025 in Novo mesto
  - 400 Meter (Halle): 54,32 s, 17. Februar 2024 in Zagreb
- 600 Meter: 1:26,28 min, 31. Mai 2023 in Varaždin
  - 600 Meter (Halle): 1:27,81 min, 25. Januar 2025 in Zagreb
- 800 Meter: 2:01,03 min, 14. Juli 2024 in Lignano Sabbiadoro
  - 800 Meter (Halle): 2:01,75 min, 10. Februar 2024 in Istanbul
- 1000 Meter: 2:46,27 min, 29. Juli 2023 in Andorf